# Ягошур (река)
Ягошу́р — ручей в Юкаменском и Глазовском районах Удмуртии, Россия, левый приток реки Убыть.
В переводе с удмуртского Ягошур означает «лесная речка».
Протекает по Красногорской возвышенности в урочище Лог Иван Починка.
Протекает на восток, имеет извилистый характер, впадает в реку Убыть ниже деревни Тукбулатово, где ручей запружен для хозяйственных нужд. Имеет несколько мелких притоков.
Ручей огибает северный склон холма Кыльевыр.